# Caso Sandra Palo
El caso Sandra Palo es como se conoce al proceso judicial sobre la brutal violación y asesinato de la joven Sandra Palo Bermúdez, en la madrugada del 17 de mayo de 2003, por un grupo de menores de edad, en un caso que conmocionó a la sociedad española.

## Antecedentes
Sandra Palo Bermúdez era una joven de 22 años de edad, la mayor de tres hermanos; vecina de la localidad madrileña de Getafe, con una leve discapacidad intelectual debido a un accidente de tráfico.
El 16 de mayo de 2003 salió a tomar algo con sus compañeros del taller ocupacional al que acudía, y decidió regresar temprano a casa, ya que su hermano menor, de 9 años, recibía la Primera Comunión al día siguiente, avisando por el teléfono móvil a sus padres que se encuentra en la Plaza Elíptica a punto de tomar el autobús.

## Asesinato
Mientras se encontraba esperando el minibus junto a un amigo también con discapacidad, se aproximó un coche del que bajaron sus cuatro ocupantes, todos ellos con edades comprendidas entre los 14 y los 18 años, delincuentes habituales y con innumerables estancias en centros de menores. El mayor se fija en ella y dice a sus amigos: «quiero liarme con esa».
Detuvieron el vehículo y obligaron a ambos a subir amenazándolos con un cuchillo y tomaron dirección Getafe. A pocos metros obligan al chico a bajarse del coche y continúan el trayecto con Sandra, quien también intenta bajar pero es retenida por los ocupantes de los asientos traseros. Detienen el vehículo en un descampado en la carretera de Toledo (N-401).
Tres de los cuatro ocupantes del coche deciden violar repetidamente a la víctima fuera del vehículo, según ellos «para no mancharlo de semen». Cuando terminan, la víctima se incorpora con dificultades y trata de vestirse y caminar para alejarse del vehículo, pero los agresores deciden que si la dejan con vida puede identificarlos y ya tienen bastantes antecedentes policiales.
El principal acusado, apodado El Malaguita, sube al vehículo y lo arranca atropellando a la víctima hasta en quince ocasiones. Tras los sucesivos atropellos la joven agonizante permanece en el suelo con vida, por lo que deciden acercarse a una gasolinera y comprar un euro de gasolina con el que regresar al lugar en donde aún permanece la víctima semiinconsciente, rociarla y prenderle fuego para deshacerse de las pruebas. La joven fallece a consecuencia de las graves quemaduras.
Sandra fue encontrada medio carbonizada a la mañana siguiente por un camionero en la cuneta junto a una empresa de rótulos en el municipio madrileño de Leganés.
El Citroën ZX verde oscuro que se utilizó durante el crimen nunca fue localizado. Se piensa que lo quemaron y lo tiraron por un barranco.
Los autores del crimen fueron detenidos en junio de ese mismo año.
Según la autopsia, la víctima presentaba múltiples y graves lesiones, hemotórax bilateral, marcas de rodaduras neumáticas en la zona interior de los muslos, fractura de columna vertebral, carbonización de casi la totalidad de su cuerpo, y una bolsa en la cabeza grapada al cuello con una grapadora que fue encontrada unos metros adelante.

## Acusados
Los cuatro implicados acumulaban hasta el momento de su detención en junio de 2003 más de 700 denuncias por diversos delitos de faltas, robos y vandalismo.
Los acusados en el asesinato de la joven eran cuatro, tres de ellos menores:
- Francisco Javier Astorga Luque, apodado El Malaguita por haber nacido en dicha ciudad, con 18 años y cinco meses en el momento del crimen y detenido el 12 de junio en el distrito de Puente de Vallecas (barrio de Madrid) tras robar un vehículo y atropellar a un peatón. Fue condenado a 64 años de prisión por tres delitos de violación y uno de asesinato con los agravantes de alevosía y ensañamiento.

- Ramón Santiago Jiménez, Ramón y Juan Ramón Manzano Manzano, Ramoncín, ambos de 17 años, detenidos a finales de junio de ese mismo año en sus domicilios de la Cañada Real y Alcorcón. Fueron sentenciados a cumplir 17 años de internamiento. Cumplieron condena desde octubre de 2003 hasta 2012. Ambos continuaron delinquiendo, el primero detenido por secuestro en 2024.[3][4]

- Rafael García Fernández, El Rafita, miembro de la banda El chupete. Contaba con 14 años en el momento de su detención. Tenía antecedentes por haber disparado con una escopeta de perdigones a cuantos pasaban por una avenida de Villaviciosa de Odón, llegando a herir a varios viandantes que requirieron de asistencia sanitaria. Por el caso del asesinato de Sandra Palo fue acusado de secuestro, violación y asesinato y puesto en libertad del Centro de Internamiento El Renasco de Carabanchel, tras cumplir 4 años de condena. Ha continuado delinquiendo e ingresando en prisión por reincidencia múltiples veces.[1]

## Repercusión mediática
Tras la muerte de Sandra Palo, su familia comenzó la recogida de firmas para la solicitud de un endurecimiento de las condenas de los menores con una reforma de la Ley del Menor en España, llegando a lograr un millón de firmas. Desde entonces su madre María del Mar Bermúdez ha concedido diversas entrevistas y protagonizado reportajes y noticias en la lucha por esta reforma del Código Penal hacia los menores en España.
La evolución del caso levantó un gran revuelo mediático y el planteamiento de las reformas para el endurecimiento de las penas de los menores delincuentes en España. Se organizaron manifestaciones, recogidas de firmas y en la actualidad se encuentra en funcionamiento la Asociación Sandra Palo (para la defensa de las libertades).

## Monumento
En 2019 se inauguró un monumento en su memoria, que fue vandalizado poco después derramando pintura sobre él.